# Ben Miller
Ben Miller   (Londres, 24 de fevereiro de 1966) é um ator, diretor e comediante inglês.
Junto com Alexander Armstrong, Miller formou a dupla de comédia "Armstrong e Miller", que já realizou diversos shows de stand-up.
Miller também é conhecido por ter interpretado o Agente Bouch, parceiro de Rowan Atkinson, nos filme do espião atrapalhado Johnny English.